# Catoptria permiscus
Catoptria permiscus là một loài bướm đêm trong họ Crambidae.